# Stary Las (wieś w województwie pomorskim)
Stary Las – wieś kociewska na Pojezierzu Starogardzkim w Polsce położona w województwie pomorskim, w powiecie starogardzkim, w gminie Starogard Gdański. W 2023 roku liczyła 81 mieszkańców.
Stary Las jest wioską o luźnej zabudowie wzdłuż rzeki Piesienicy i nad jeziorem Staroleskim.
W latach 1975–1998 miejscowość administracyjnie należała do województwa gdańskiego.